# Michel Jouenne
Pour les articles homonymes, voir Jouenne.
 (juillet 2015).
Michel Jouenne, né le 25 janvier 1933 à Boulogne-Billancourt et mort le 16 mai 2021 à Clamart, est un peintre, illustrateur, lithographe et sculpteur français de l'École de Paris.

## Biographie
Fils d'un ingénieur et d'une décoratrice sur porcelaine à la Manufacture de Sèvres, Michel Jouenne fait ses études au lycée Claude-Bernard à Paris. Il réalise ses premières gouaches dès 1947, et deux ans plus tard débute au Salon de Versailles en présentant trois gouaches, dont une reçoit une récompense.
En 1955, il passe le concours pour devenir professeur de dessin à la ville de Paris. En 1956, il réalise ses premières huiles.
En septembre 1957, Michel Jouenne épouse Simone Baril (1928 - 2019),,, avec qui il a trois garçons : Christian, François et Bernard. Cette année-là, il réalise de nombreuses natures mortes avec des gibiers et des volailles. En 1958, il est appelé sous les drapeaux, et effectue quatorze mois de service militaire en Kabylie (Algérie) où il réalise des pochades. En 1961, il entre avec Bernard Conte au sein du groupe d'artistes L'Atelier de Ville-d'Avray.
Il participe en 1969 pour la première fois au Salon des peintres témoins de leur temps dont le thème cette année-là est « Recherche et découverte de la science moderne ». Il est par ailleurs professeur de dessin au collège des Ormaux à Fontenay aux roses (Hauts-de-Seine) dans les années 1970 et 1980.[réf. souhaitée]
Jouenne est nommé peintre de la Marine en 1991. Parmi ses collègues peintres les plus proches, on compte Maurice Boitel, Daniel du Janerand, Louis Vuillermoz, Pierre-Henry, Jean Carzou, André Hambourg, Emilio Grau Sala, Jean Monneret, Rodolphe Caillaux et Paul Collomb.
Il meurt le 16 mai 2021 à Clamart et est inhumé le 21 mai 2021 à Meudon, auprès de son épouse.

## Récompenses et distinctions
- 1973 : premier prix de lithographie
- 1976 : médaille d'or au Salon des artistes français
- 1987 : chevalier du Mérite culturel et artistique
- 2000 : grande médaille de vermeil des Arts-Sciences-Lettres
- 2001 : grande médaille de vermeil de la ville de Paris
- 2006 : grande médaille d'or Arts-Sciences-Lettres

## Illustrations
- Hervé Bazin, Qui j'ose aimer, Éditions Grasset et Pierre de Tartas, 1986
- Textes de Paul Ambille, René Huyghe de l'Académie française, Henri Jadoux et Alain Poher, Sacha Guitry, des goûts et des couleurs, lithographies originales de Jean-Pierre Alaux, Michèle Battut, Alain Bonnefoit, Yves Brayer, Jean Carzou, Michel Jouenne, Monique Journod, Édouard Georges Mac-Avoy, cent-trente exemplaires numérotés, Éditions Pierre et Philippe de Tartas, 1989.
- Jean Giono, Provence, Éditions de Tartas, 1991
- Académie Goncourt, Hier et aujourd'hui, éditions Carré d'Art, 1991

## Expositions

### Salons
- 1969 : Salon des peintres témoins de leur temps
- 1969 : Salon Comparaisons
- 1969 : Salon d'automne
- 1969 : Salon des PTT
- 1969 : Salon des indépendants
- 1969 : Salon de la peinture à l'eau
- 1976 : Salon des artistes français
- 1977 : Salon Thomson-CSF, Cholet
- 2009 : Salon ALAF-SAF 2009

### Galeries
- 1957 : galerie Saint-Placide à Paris
- 1960 : galerie Saint-Placide à Paris
- 1962 : galerie Saint-Placide à Paris, aquarelles
- 1966 : galerie Prestige des Arts ; galerie Burgos à New York
- 1975 : galerie Guigné
- 1990 : galerie Saint-Hubert à Lyon
- 1991 : La Galerie à Ajaccio (avec Richard de Prémare et Jean-Laurent Padovani) ; Galerie de la Lieutenance, Honfleur (avec Bernard Conte et Monique Journod) ; galerie Guigné (La Provence de Jean Giono)
- 1992-2021 : galerie Alexandre Leadouze à Paris et Cannes
- 2012-2017 : galerie Bourreau Ravier à Noirmoutier-en-l'Île[6]
- 2015-2016 : galerie Art Thema[7] à Bruxelles

### Musée / Fondation
- Saint-Rémy-de-Provence, musée Michel Jouenne : musée privé présentant un fonds de peintures et de lithographies de l'artiste (inauguré en Mai 2002).
- Marseille, fondation Michel Jouenne : remplace l'ancien musée Michel Jouenne de Saint Rémy de Provence[8] à partir de l'été 2020.